# Lysakerfjord
Der Lysakerfjord ist ein Fjord in Norwegen, ein Ausläufer des Oslofjords in dessen äußerstem Norden. Er liegt zwischen den beiden Halbinseln Snarøya (mit Fornebu) im Westen und Bygdøy im Osten.

## Geographie
Der Fjord ist an seiner Mündung in den Oslofjord etwa 1,8 km breit. Er erstreckt sich in allgemein nördlicher Richtung etwa 3 km bis nach Lysaker und biegt dort, nördlich der Insel Killingen, nach Ostnordosten um. Der nun nur noch etwa 250 m breite, etwa 1 km lange Endbereich wird Bestumkilen genannt. Bei Lysaker mündet die Lysakerelva in den Fjord. Der Fluss bildet die Grenze zwischen den beiden Provinzen Oslo und Akershus, die dann weiter etwa mittig durch den Lysakerfjord nach Süden verläuft.

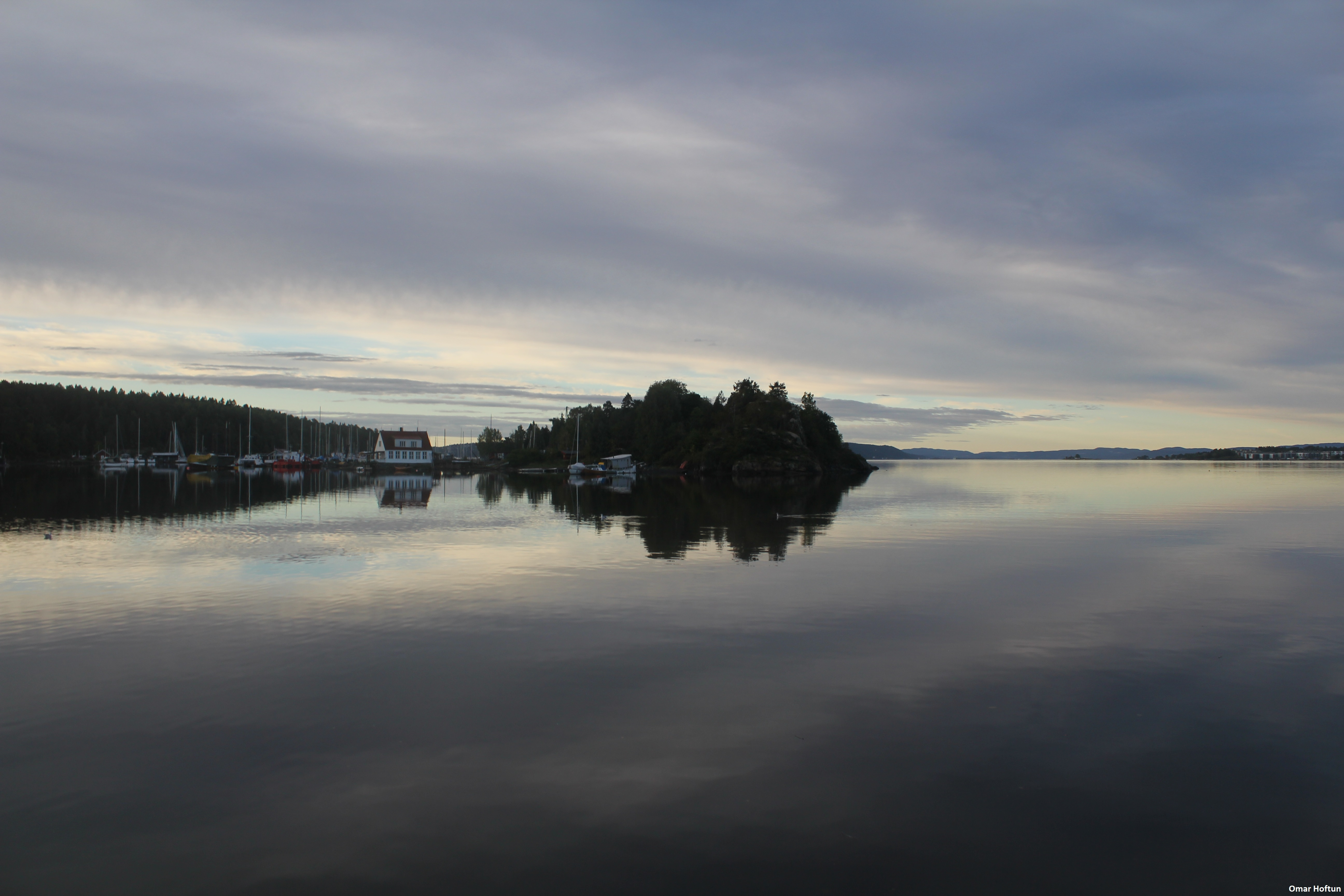
Die Insel Killingen im Lysakerfjord
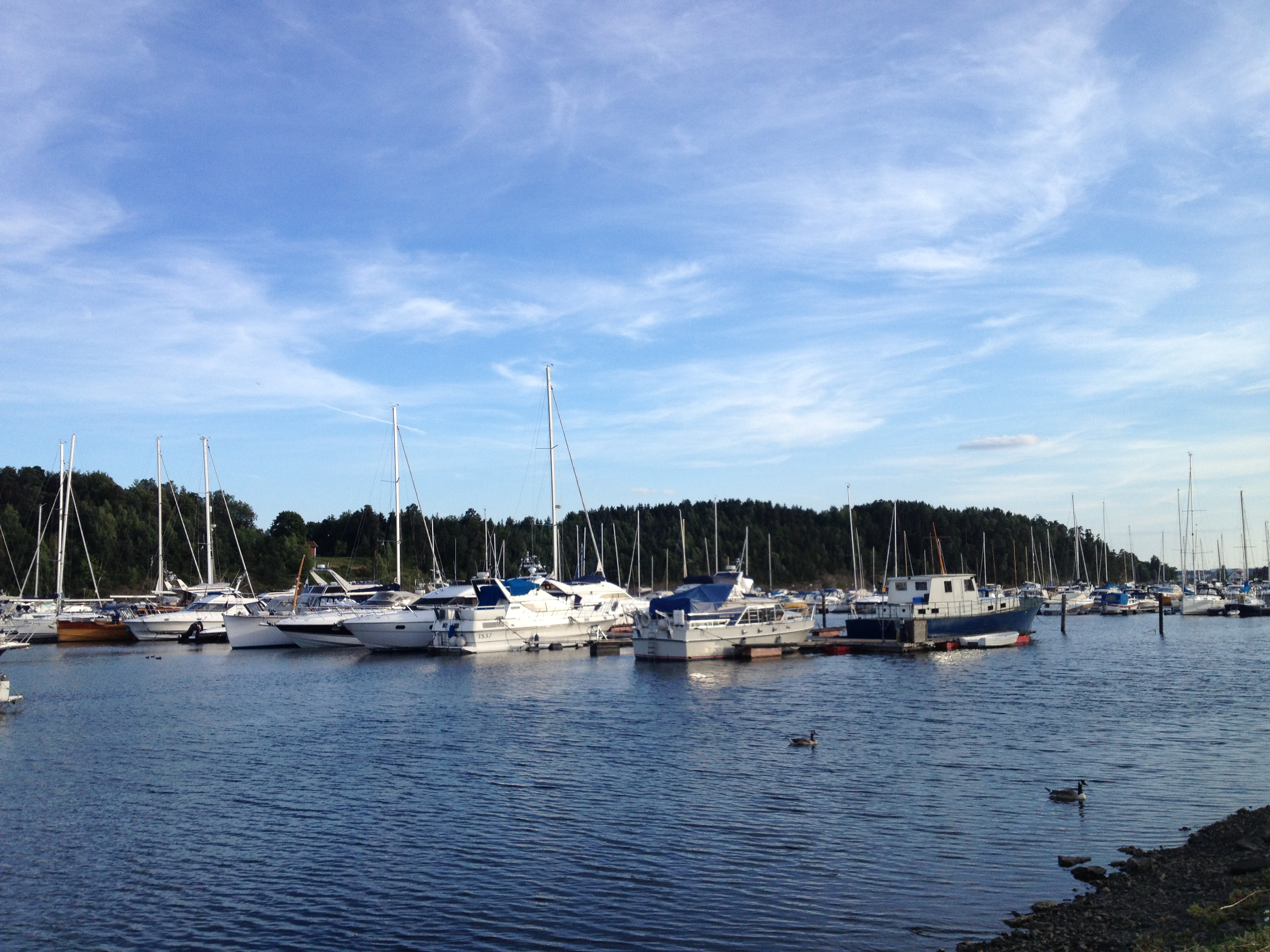
Der Bestumkilen
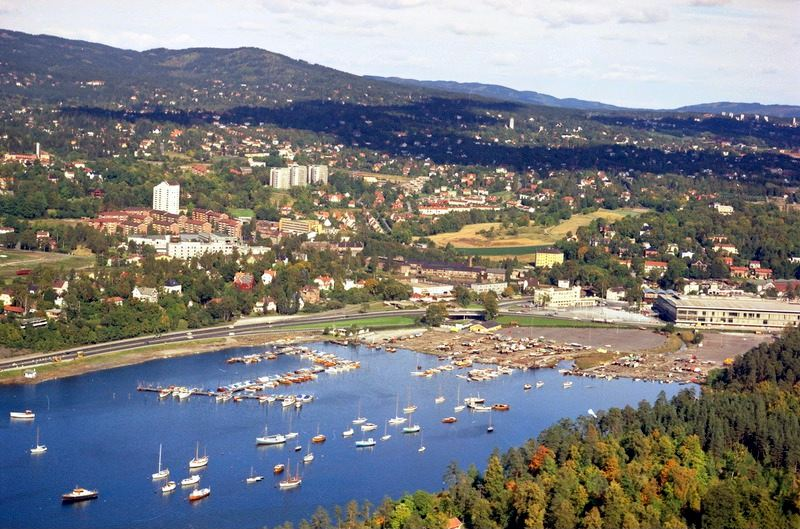
Der Bestumkilen 1966

## Nutzung
Der Lysakerfjord ist ein beliebtes Naherholungsgebiet, mit mehreren Badestellen und mit großen Yachthäfen auf Osloer Stadtgebiet im Bestumkilen und an der Ostseite von Killingen.